# Видеокурс для сотрудников «Красти Краба»
«Видеокурс для сотрудников „Красти Краба“» (англ. Krusty Krab Training Video) — 50-я серия американского мультсериала «Губка Боб Квадратные Штаны». Данный эпизод был создан в 2001 году и показан 10 мая 2002 года на телеканале «Nickelodeon» в США, а в России — 31 октября 2004 года.

## Сюжет
Для каждого нового сотрудника «Красти Краба» главной целью карьеры является создание аппетитного крабсбургера. Однако перед его готовкой работник должен тщательно изучить все детали ресторана…
1. Скромное начало. Юджин Крабс с самого детства и до послевоенных лет всегда интересовался деньгами. Выйдя из губой депрессии, меткое деловое чутьё Крабса приводит к тому, что он превращает обанкротившийся дом престарелых «Расти Краб» в ресторан «Красти Краб».
2. «Красти Краб» сегодня. С количеством технологических прорывов, связанных с сегодняшним состоянием ресторана, новый неопытный работник может быстро стать перегруженным. К счастью, Губка Боб готов указать путь к тому, чтобы стать хорошим работником, в то время как менее подготовленный сотрудник, условно называемый «Сквидвард», должен дать ясный пример того, кем не следует быть.
3. Учёба. Для нового сотрудника изучение значения кодового слова «POOP» (англ. People Order Our Patties; рус. Люди Покупают Наши Крабсбургеры) сделает вещи довольно ясными и лаконичными. Затем показывается сцена с типичным клиентом «Красти Краба»: тот заказывает крабсбургер, и тем самым подтверждается верность данного кодового слова.
4. Личная гигиена. Требования как к чистоте, так и к внешнему виду, которые сотрудник обязан соблюдать, в «Красти Крабе» являются строгими: тщательно вымытые руки, уложенные волосы, лицо без прыщей, чистые ботинки. Показывается приготовленный к работе Губка Боб и спящий в туалете Сквидвард («Помните: никто не хочет быть таким, как Сквидвард»).
5. Ваше рабочее место. Очень важно очищать кухню и служебные помещения от мусора — Губка Боб иллюстрирует, как поддерживать порядок своих приспособлений и ингредиентов; Сквидвард демонстрирует проблемы, к которым приводит плохо содержимое рабочее место.
6. Разговор с боссом. На примере Губки Боба объясняется, что работники не должны бояться общения с боссом и просить у него прибавки к заработной плате, потому что ответ всегда будет один и тот же («нет»). 
После показывается покупатель, представленный Патриком — взаимодействие с не менее важными «пожирателями» для получения оптимальных прибыльных результатов. Патрик хочет сделать заказ, но сильно тормозит. Сквидварду напоминают, что нужно хорошо обслужить клиента, а после напоминают о «кодовом слове». Сквидвард спрашивает у Патрика, не хочет ли он заказать крабсбургер. Патрик тут же приходит в себя и заказывает, а Сквидвард спрашивает, здесь или с собой. В ответ Патрик вновь начинает долго думать и бубнить, на что Сквидвард начинает биться головой об кассу («Держись, Сквидвард, это твоя работа»).
7. Чрезвычайная ситуация. В случае попытки кражи, особенно со стороны Планктона, в этом разделе чётко рассказывается надлежащий протокол защиты крабсбургера от опасности.
Теперь, когда все пункты пройдены, новый сотрудник уже готов приступить к жарке крабсбургеров. Закадровый голос тоже готов сказать рецепт, но на полуслове видеокурс обрывается…
Сразу после окончания эпизода вместo классических титров сериала показываются титры на чёрном фоне, идущие снизу вверх (в стиле эпизода, с соответствующей ему мелодией).

## Роли
- Том Кенни — Губка Боб
- Билл Фагербакки — Патрик Стар
- Роджер Бампасс — Сквидвард
- Клэнси Браун — мистер Крабс
- Мистер Лоуренс — Планктон
- Ди Брэдли Бейкер — кричащая рыба, Гарольд
- Стив Кехела — рассказчик

### Роли дублировали
- Сергей Балабанов — Губка Боб
- Юрий Маляров — Патрик Стар
- Иван Агапов — Сквидвард
- Александр Хотченков — мистер Крабс
- Юрий Меншагин — Планктон, Гарольд
- Алексей Власов — рассказчик
- Нина Тобилевич — кричащая рыба

## Производство
Серия «Видеокурс для сотрудников „Красти Краба“» была написана К. Х. Гринблаттом, Аароном Спрингером и Кентом Осборном; Фрэнк Вэйсс взял роль анимационного режиссёра, Калеб Мойрер был главным раскадровщиком. Впервые данная серия была показана 10 мая 2002 года в США на телеканале «Nickelodeon».
Серия «Видеокурс для сотрудников „Красти Краба“» была выпущена на DVD-диске «Sponge for Hire» 2 ноября 2004 года. Она также вошла в состав DVD «SpongeBob SquarePants: The Complete 3rd Season», выпущенного 27 сентября 2005 года, и «SpongeBob SquarePants: The First 100 Episodes», выпущенного 22 сентября 2009 года и состоящего из всех эпизодов с первого по пятый сезоны мультсериала. Позже серия вошла в состав DVD «SpongeBob, You’re Fired!», который вышел 29 апреля 2014 года.

## Отзывы критиков
«Видеокурс для сотрудников „Красти Краба“» получил в целом положительные отзывы от поклонников мультсериала и критиков. На сайте «IMDb» серия имеет оценку 9,5/10. 
Дэвид Райан из «DVD Verdict» похвалил серию за оптимистичное повествование, музыку и названия глав в стиле PowerPoint. Он сказал: «Этот эпизод отличается от „обычной“ серии „Губки Боба“ по своему стилю и презентации и будет хорошо оценён взрослыми, которые в какой-то момент своей жизни смотрели любое корпоративное или обучающее видео». Он также считает финальную сцену одной из лучших концовок любого эпизода «Губки Боба».
Том Кенни, актёр озвучивания Губки Боба, поставил серию на 15-е место в списке любимых серий. Он сказал: «„POOP“ (англ. People Order Our Patties; рус. Люди Покупают Наши Крабсбургеры) — нужно ли мне говорить больше? Это слово, произносимое неоднократно, заставляет меня смеяться». Также серия заняла 15-е место в списке лучших серий мультсериала в рамках мероприятия «The Best Day Ever Marathon», проведённого в 2006 году.
«The Guardian» оценила серию «Видеокурс для сотрудников „Красти Краба“» как лучшую серию мультсериала наряду с серией «Оркестр недоумков».